# 幸地宗廣
幸地 宗廣（こうち そうこう、1567年 - 1632年）は琉球王国第二尚氏王統の人。泊里主宗重を元祖とする呉氏大宗家（呉氏我那覇家）の五世で唐名は呉國卿。

## 概要
万暦年間、黄冠に叙せられ、佐敷間切地頭職に任ぜられる。
万暦21年（1593年）、豊見城間切我那覇地頭職に転任。御物城職、那覇里主職を歴任。
天啓2年（1622年）、上意により首里の居を移す。崇禎2年（1630年）三司管座敷に叙せられる。

## 系譜
呉氏四世我那覇親方宗昌の次男として生まれる。
- 父：呉天澤・我那覇親方宗昌
- 母：封氏我那覇親方助元の娘・乙益美
  - 兄（長男）：呉国承・座間味親方宗時（別有家譜）
  - 姉（長女）：乙益金（麻氏儀保里之子良行に嫁す）

- 室：思乙（安谷屋女、号は梅室）
  - 長男：呉郡尹・我那覇親雲上宗知（1589〜1651年）（室は敖氏嶋尻中城親雲上将兼女思乙金）
  - 長女：眞南風按司・乙美金（号は蘭室、1631年尚豊王夫人）（萬暦20年（1592年）〜順治15年（1658年）、墓は末吉墓）
  - 次女：眞鶴（萬暦23年生まれ、解氏本部里之子親雲上宗常に嫁す）
  - 三女：眞牛（萬暦25年〜康煕16年）
  - 四女：乙益金（萬暦25年生まれ、兪氏幸地東風平親雲上重昌に嫁す）
  - 次男：呉明倫・幸地親雲上宗冨（継出・姉である真南風按司の跡目）